# Maria Angela Danzì
Maria Angela Danzì (Librizzi, 5 luglio 1957) è una dirigente pubblica e politica italiana.

## Biografia

### Gioventù e istruzione
Nata a Nasidi, una frazione di Librizzi , in provincia di Messina, nel 1981 si laurea in Scienze politiche con 110 e lode con una tesi sulle politiche di controllo dei prezzi.
Vince la borsa di studio collocandosi ai primi posti a livello nazionale e frequenta il Corso Aspiranti Segretari Comunali del Ministero dell’Interno, che frequenta nell’anno scolastico 1981/82.

### Carriera nelle istituzioni
Nel 1982 inizia la carriera nelle istituzioni pubbliche lavorando al Comune di Malvagna, in provincia di Messina, come incaricato con funzioni di Segretario comunale a Floresta Santa, Santa Domenica Vittoria e Raccuja.
In quello stesso anno vince il concorso di Segretario Comunale classificandosi seconda nella graduatoria nazionale e inizia la carriera come titolare in Provincia di Roma.
Svolge servizio in provincia di Brescia e in seguito a Nova milanese e Basiglio, in provincia di Milano. Nel 1997 viene nominata Segretario Generale nel comune di Peschiera Borromeo. Dopo una parentesi nel comune di San Donato Milanese, nel 2000 assume la titolarità del Comune di Vigevano con la qualifica di Segretario Generale. 
Con la stessa qualifica lavora al Comune di Sesto San Giovanni dal 2005 a settembre 2007.
Il 12 settembre 2007 viene chiamata a Genova dove raggiunge il vertice della carriera: ha 50 anni ed è la prima donna a ricoprire l’incarico di Segretario e Direttore Generale di un Comune Metropolitano. Tra tutti i dirigenti di questa fascia è anche la più giovane. Dirige oltre 6000 dipendenti.
Dal 2012 è Segretario Generale del Comune di Novara.
Dal 21 settembre 2016 al 7 Aprile 2017 è alla Direzione Comando e Controllo Dipartimento Protezione Civile sisma Centro Italia.
Nel 2017, come Sub commissario prefettizio al Comune di Brindisi, riceve le deleghe alle società partecipate, organizzazione e personale, igiene, decoro urbano ed efficientamento energetico. Nel settembre dello stesso anno viene poi nominata Sub commissario prefettizio con funzioni vicarie al Comune di Seregno.
Tra il 2018 e il 2019 è Segretario Generale della Provincia di Varese prima e poi Direttore Generale della Provincia di Varese e dirigente di diversi settori dello stesso ente. 
Nel 2019 è Segretario Generale della Città metropolitana di Roma Capitale.
Nel 2021 viene nominata membro della Commissione Nazionale Dibattito Pubblico.

### Carriera politica
Nel 2019 è capolista del Movimento 5 Stelle nella circoscrizione Nord Occidentale alle elezioni europee, risultando la prima dei non eletti.
Il 2 novembre 2022 subentra ufficialmente al Parlamento Europeo al posto di Eleonora Evi, dimessasi in quanto eletta alla Camera dei Deputati.
Nel maggio del 2024, in occasione delle elezioni europee, viene ricandidata come capolista M5S nela circoscrizione nord-occidentale.
Con 14.670 preferenze raccolta è ancora la prima dei non eletti.

### Parlamento europeo, attività
È membro titolare della Commissione per l’ambiente, la sanità pubblica e la sicurezza alimentare . È membro supplente presso la Commissione per i bilanci e la Commissione per lo sviluppo regionale.
Nel dicembre 2022 presenta due interrogazioni sul teleriscaldamento  che in Italia ha raggiunto costi proibitivi per famiglie e imprese  in molte città: una per capire se le distorsioni al corretto funzionamento del mercato, denunciate dall’Agenzia italiana Arera, sconfessano le regole europee ; l’altra per chiedere di mettere in risalto la disparità di trattamento con l’applicazione di aliquote IVA superiori rispetto a quelle delle altre fonti di riscaldamento.

## Onorificenze, premi e riconoscimenti
- Citata dal Ministro Funzione Pubblica nel 2009 quale Direttore Generale del Comune di Genova per il percorso di miglioramento delle strategie pubbliche dell’ente, a seguito delle quali il Comune di Genova è stato finalista alla seconda edizione del premio qualità.
- Esperto Anci – Membro Gruppo lavoro ANAC Aggiornamento Linee Guida Piano Nazionale Prevenzione della Corruzione - Governo del territorio.
- Esperto Anci - Membro Gruppo di Lavoro “L’accelerazione delle procedure relative agli interventi di emergenza” -  Dipartimento Protezione civile.

## Docenze, seminari, convegni
- Università Bocconi di Milano, Anno Accademico 2000-2001 - Cultore della materia presso la cattedra di Istituzione di Diritto Pubblico.
- Università di Genova, Anno Accademico 2009-2010 - Professore incaricato in Regolazione Servizi Pubblici Locali al Master per l’Innovazione nella Pubblica Amministrazione (MIPA). Attività didattica integrativa del corso ufficiale “Scienza delle finanze” del corso di studi: Laurea in Scienze politiche e dell’Amministrazione.
- Università Ca’ Foscari, Anno Accademico 2012-2013 e 2013-2014 - Didattica integrativa del Master dedicato ai Servizi Pubblici -Università di Novara, Attività didattica, Master in Gestione Beni culturali.
- Comune di Genova/Themis (Scuola per la Pubblica Amministrazione Genova), 6-7 aprile 2010 - Seminario Le Società a partecipazione pubblica degli enti locali – Relatore su “La gestione dei servizi pubblici locali nel Comune di Genova tra adempimenti normativi e prospettive”.
- Comune di Genova – ENA (École Nationale d’Administration), 26 aprile 2010 - Convegno “La Pubblica Amministrazione e l’integrazione europea” in occasione della sottoscrizione della Convenzione - Relatore sul tema “I dirigenti pubblici attori di uno sviluppo del territorio coerente con i principi dell’Europa”.
- FORUM PA Roma, 18 Maggio 2010 - Relatore al convegno “Il miglioramento delle performance e la valorizzazione del merito: le iniziative degli enti locali per l’applicazione della riforma Brunetta”.
- Comune di Savona, 19 febbraio 2010 - Docenza Scuola Superiore della Pubblica Amministrazione Locale.

## Pubblicazioni
- Edizioni PRIME NOTE, Livorno 2000, Autore del testo “Sistema di valutazione negli Enti Locali di piccole e medie dimensioni”.
- Enciclopedia Telematica degli Enti Locali, De Agostini, Novara, Autore delle voci “Ordinanze contingibili e urgenti – Ordinanze ordinarie – Ordinanze di necessità”.
- Edizioni il Sole 24 Ore, Milano 2001, Coautore del libro “Il nuovo contratto dei Segretari Comunali e Provinciali”.
- Edizione PRIME NOTE, Livorno 2001, Il controllo di gestione nel testo “Commento al Testo Unico sull’ordinamento degli Enti Locali”.
- ANCI-QUADERNI anno 2017.
- Kit per l’emergenza Sisma 2016.
- Dipartimento nazionale di Protezione Civile, 2018 - Componente del gruppo di lavoro per la revisione delle normative in materia di interventi di somma urgenza.